# Кохтыш
Кохтыш — река в России, протекает по Грязовецкому району Вологодской области. Устье реки находится в 36 км от устья реки Лежи по левому берегу. Длина реки составляет 21 км.
Берёт начало примерно в 15 км к северо-востоку от Грязовца, возле деревни Суворово (Комьянское муниципальное образование). Генеральное направление течения — на север. Вдоль реки расположена цепочка посёлков и деревень: Евсюково, Берендеево, Богослово, Вознесенье, Щекутьево, Сычево, Низовка, Бушуиха
Впадает в Лежу напротив деревни Зимняк (Грязовецкий район).

## Данные водного реестра
По данным государственного водного реестра России, относится к Двинско-Печорскому бассейновому округу, водохозяйственный участок реки — Северная Двина от начала реки до впадения реки Вычегда, без рек Юг и Сухона (от истока до Кубенского гидроузла), речной подбассейн реки — Сухона. Речной бассейн реки — Северная Двина.
Код объекта в государственном водном реестре — 03020100312103000006776.